# Буревій (РСЗВ)
«Буреві́й» — українська реактивна система залпового вогню калібром 220 мм. Розроблена ДП «Шепетівський ремонтний завод» для заміни БМ-27 «Ураган» в Збройних силах України.

## Історія
Вогневі випробування відбулись в листопаді 2020 року.
У грудні 2021 року Державне підприємство «Шепетівський ремонтний завод» отримало партію шасі Tatra T815-7 для випуску нової української 220-мм реактивної системи залпового вогню «Буревій».
За припущенням видання «Мілітарний», через активне застосування «Ураганів» з початку російського вторгнення в Україну, виник дефіцит боєприпасів до цих систем, а тому закуплені перед вторгненням шасі могли передати для налагодження серійного випуску САУ «Богдана».

## Опис
Калібр РСЗВ «Буревій» — 220-мм, та в ньому можна застосовувати всі наявні реактивні снаряди для РСЗВ «Ураган» з дальністю 35 км, а також нові снаряди «Тайфун-2», створені КБ «Південне», які мають дальність ураження збільшену до 65 кілометрів. Кількість напрямних — 16.
РСЗВ оснащена цифровою системою управління вогнем, зокрема системою обміну інформацією на полі бою. Це дозволяє залучити «Буревій» у єдиний розвідувально-ударний контур, коли дані від засобів розвідки, наприклад БПЛА, миттєво передаються на засоби ураження. Це значно скорочує час від виявлення цілей до їх знищення. На машині встановлено комплекс «Кріп-А», який дозволяє екіпажу вести вогонь, не виходячи з машини.
«Буревій» розміщено на шасі Т815-7 з колісною формулою 8×8 виробництва чеської компанії Tatra. Максимальна швидкість по шосе становить понад 100 км/год.
Шасі від базової версії відрізняється броньованою непроникною кабіною, обладнаною місцями для кріплення радіостанцій та особистої зброї. Замість напівавтоматичної чеської коробки від Tatra, була встановлена автоматична трансмісія Allison.
Ще однією особливістю, є додатковий енергоагрегат, що дозволяє заощадити ресурс основного дизельного двигуна (потужність 300 кВт, найбільший момент сили 2100 Нм).
Має чотири аутригери замість двох в «Урагані», що робить машину стійкішою під час стрільби і покращує точність.

## Номенклатура боєприпасів

### 9М27Ф
9М27Ф — 220 мм осколково-фугасний снаряд, стандартний снаряд РСЗВ «Ураган». Маса снаряду — 280 кг, маса БЧ — 100 кг, ВР — 51,9 кг ТГАФ-5. Дальність стрільби — від 10 до 35 км.

### 9М27К
Транспортний контейнер 9М27К несе бойову частину з осколковими бойовими елементами 9Н210 та призначений для ураження живої сили та легкоброньованої техніки[джерело?].

### «Тайфун-2»
«Тайфун-2» — 220 мм модернізований снаряд, створений КБ «Південне». Має збільшену дальність стрільби: 65 км замість 35, як у звичайного снаряда «Урагана».

## Тактико-технічні характеристики
- Ходові характеристики
  - Потужність двигуна, к.с. — 410.
  - Максимальна швидкість, км/год — 100.
  - Запас ходу, км — 700.
  - Колісна формула — 8x8
  - Шасі — Tatra 815-7.
- Озброєння
  - Калібр, мм — 220.
  - Кількість напрямних — 16.
  - Дальність стрільби мінімальна, км — 10.
  - Дальність стрільби максимальна, км:
    - 35 (зі звичайними снарядами для БМ-27 «Ураган»).
    - 65 (зі снарядами «Тайфун-2»).

  - Площа ураження, м² — 326 000.
  - Час залпу, с — 20. [7]

## Оператори
- Україна

## Бойове застосування

### Російсько-українська війна
У червні 2022 року з'явилися відео системи на позиціях українських військових. Згодом поширили й відео бойового застосування установки. Зрештою, почали з'являтись інші відеоролики та знімки, зокрема, з Харківщини.
За повідомленнями Мілітарного та АрміяInform, військові оцінили переваги машини над «Ураганом». Завдяки більшій стабільності машини вдалось покращити точність, а цифрова СКВ скоротила час на розгортання та наведення. Також відзначили, що машина значно комфортніша, має кращу прохідність та броньована.